# Ole Kajberg (bokser)
 Der er flere personer med dette navn, se Ole Kajberg.
Ole Kajberg (født 10. juni 1934) var en dansk amatørbokser som var aktiv 1949-1960. Han var Danmarksmester i sværvægt 1957 og 1959.
Han blev Københavnsk juniormester i sværvægt 1953, Københavnsk mester i sværvægt 1957, 1958 og 1959. Han boksede 56 kampe deraf 10 landskampe.